# Баранова, Евгения Олеговна
Евгения Олеговна Баранова (Евгения «Джен» Баранова; 26 марта 1987, Херсон) — российская поэтесса, переводчик.

## Биография
Родилась в Херсоне. Окончила СевНТУ. Публиковалась в журналах: «Дружба Народов», «Звезда», «Сибирские Огни», «Новый Берег», «Юность», «Кольцо А», «Дети Ра», «Зинзивер», «Москва», «Крещатик», «Просодия», «Новый журнал»,«Лиterraтура», «Новая Юность», в газетах: «Литературная газета», «Независимая Газета» и др.
В 2017 году вместе с поэтом Анной Маркиной создала арт-группу #белкавкедах, которая занимается организацией поэтических выступлений и культуртреггерскими проектами в сфере литературы.
С 2019 года — главный редактор литературного журнала «Формаслов». С 2020 года — главный редактор одноимённого издательства.
Пишет на русском языке. Поэзия переведена на английский, украинский и греческий языки.
Живёт в Москве.

### Книги
- «Рыбное место» (СПб.: «Алетейя», 2017) ISBN 978-5-906910-19-6
- «Хвойная музыка» (М.: «Водолей», 2019) ISBN 978-5-91763-481-4
- «Где золотое, там и белое» (М.: «Формаслов», 2022) ISBN 978-5-6046172-8-1

## Отзывы
Переехавшая из Украины в Россию Евгения Джен Баранова работает, на первый взгляд, исключительно с интимной лирикой, которая, однако, вовсе не представляется «тихой», но содержит весьма глобальные философические обобщения. 
Данила Давыдов, «Воздух»

 Стихи Евгении Джен Барановой возникают из абсолютной тишины, над ними не довлеет грохочущий внешний мир, они чисты и прозрачны. Работает исключительно фантазия автора. Случайно подмеченные (или неслучайно зафиксированные на уровне подкорки) ситуации перерабатываются, очищаются от шелухи — от «фантиков».
Михаил Квадратов, «Новый берег»

 Меня не покидает ощущение, что «Хвойная музыка» — книга глубоко трагическая. Жизнь висит на хрупкой ниточке, и ты ведать не ведаешь, в какой миг она оборвётся. В общем, «мементо мори» — смерть ещё не видна, но уже широко объявлена, и это сквозит едва ли не во всех стихотворениях, вошедших в книгу. И везде у Евгении — беззащитность человека перед Промыслом. Всей этой энтропии противостоит хрупкое, но неубиваемое самостояние поэта.
Александр Карпенко, «Южное сияние»

Несмотря на фасетчатость и довлеющее стремление укрыться, эскейпировать от внешнего мира, Евгения Баранова не уходит с пустыми руками, вынося все же в кармане некий философский камень смысла. Для ее поэзии характерно подытоживание-таинство, которое читатель обязан разгадать скорее чувственным разумом.
Дарья Тоцкая, «Москва»

От раздела к разделу разворачивается нечто вроде компьютерной игры, только расписанной в стихотворениях, даже в отдельных строчках. Герой почти отстраненно смотрит на собственную персону, которая может быть разными персонажами в игре: немного печальной влюбленной женщиной, почти трагично открытым миру ребёнком, маленькой умирающей старухой, покойным приятелем. Все это персонажи довольно жесткого квеста, где многие ходы необратимы, но возможность восстановления есть. Как мне видится, в этом — особенность новейшей поэзии, и, в частности, «Хвойной музыки». 
Наталия Черных, «Знамя»

Вагоны смыслов в этих стихах подстыковываются друг к другу, как в поезде, собранном из, казалось бы, несовместимого – к голове подцепляются разнородные части: за грузовым вагоном товарняка следует спальный вагон состава, следующего на разнеженный, пропеченный юг, а следом цепляется качающийся голубой вагон откуда-то из детства и т.д. И хотя автор в одном из текстов говорит, что «поезд дальше не поедет» – этот поезд, нашпигованный одновременно звонкими колокольчиками жизни и чёрным углем смерти – движется на всех порах, перемахивая из одного семантического пространства в другое». 
Анна Маркина, «Новый берег»

## Награды, премии
- Финалист Илья-премии (2006)[9]
- Лауреат премии журнала «Зинзивер» (2017)[10]
- Шорт-лист премии «Писатель 21 века» (2017)[11]
- Лауреат премии имени Астафьева в номинации «Поэзия» (2018)[12]
- Лауреат премии журнала «Дружба народов» (2019)[13]
- Финалист Всероссийской литературной премии «Лицей» им. Александра Пушкина для молодых писателей и поэтов, спецприз журнала «Юность» в номинации «Поэзия» (2019)[14]
- Победитель Шестого поэтического интернет-конкурса «Эмигрантская лира-2017/18»[15]
- Победитель Десятого международного поэтического фестиваля «Эмигрантская лира-2018[16]»
- Лауреат премии СНГ «Содружество дебютов» (2020)[17].
- Финалист премии «Болдинская осень» в номинации «Поэзия» (2021[18], 2024[19])

## Влияние в культуре
Севастопольская рок-группа Тургенев-band записала несколько песен на стихотворения Евгении Джен Барановой.